# Kerry Getz
Kerry Getz (Lehighton, 10 giugno 1975) è uno skater professionista statunitense.

## Biografia
Kerry Getz ha iniziato a praticare lo skateboard all'età di nove anni, nella sua carriera professionistica è stato un membro del team DVS Shoes, mentre successivamente ha fatto parte del team Habitat (Team originalmente composto per sostituire il defunto Alien Workshop)  ) insieme a Fred Gall, Tim O'Conner e Rob Pluhowski.
Una delle caratteristiche principali di Kerry sono le sue crisi di rabbia quando pratica skateboard; tali crisi gli hanno fatto guadagnare il soprannome di "Hockey Temper ".
Durante il suo periodo nella DVS la compagnia ha anche creato una sorta di video che riprendeva le parti dove Kerry si arrabbiava, il video in questione era il DVS Skate more.
Kerry è sponsorizzato dalla compagnia Habitat, Habitat Footwear, Nocturnal Skateshop, Royal e Mob Grip.
In carriera ha partecipato agli X Games sia nel 2000 che nel 2001 vincendo in entrambi i contesti le medaglie e una medaglia d'oro al primo evento street.
Ha vinto il Tampa Pro ed è arrivato in finale per il Vans Triple Crown.

## Video
- DVS Skate Moore
- Habitat: Mosaic
- Habitat: Inhabitants
- Alien Workshop: Photosynthesis
- Toy Machine: Jump off a Building